# أرقم (ثعبان)
الأَرْقَم أو الحية المتوجة (الاسم العلمي: Spalerosophis diadema) هو نوع من ثعابين الحنشاوات الكبيرة. ويصل طول الحية البالغة إلى نحو 1.8 متر.

## الانتشار الجغرافي
تنتشر في العراق، إيران، وأفغانستان، وغرب باكستان، وشمال الهند، وروسيا، وجنوب تركمانستان، وجنوب كازاخستان، وطاجيكستان، وأوزبكستان، وقيرغيزستان، والمغرب، والجزائر، وتونس، وليبيا، ومصر، وشبه جزيرة سيناء، وفلسطين، والأردن، وسوريا، وغرب الصحراء الكبرى، وموريتانيا، ومالي، والنيجر، وشمال السودان، وتركيا، والسعودية، والإمارات العربية المتحدة وسلطنة عمان.